# Trần Lê Quốc Toàn
Trần Lê Quốc Toàn (Đà Nẵng, 5 aprile 1989) è un sollevatore vietnamita.

## Carriera
Ha cominciato ad avere i primi risultati importanti a 23 anni, quando nel 2012 vinse la medaglia d'argento ai Campionati asiatici di sollevamento pesi di Pyeongtaek con 279 kg nel totale, battuto dal cinese Li Fabin. Qualche mese dopo partecipò alle Olimpiadi di Londra 2012 chiudendo la gara al 4º posto finale con 284 kg nel totale, ma alcuni anni dopo, a seguito di ulteriori analisi antidoping più approfondite, il concorrente azero di origine bulgara Valentin Hristov, 3º classificato in quella gara, venne squalificato per doping e privato della medaglia di bronzo, riassegnata pertanto a Trần Lê Quốc Toàn.
L'anno successivo vinse la medaglia di bronzo ai Campionati asiatici di Astana con 275 kg. nel totale, e nel 2015 vinse un'altra medaglia ai Campionati asiatici nell'edizione svoltasi a Phuket, conquistando l'argento con 272 kg nel totale, battuto per 2 kg dal filippino Nestor Colonia.
Nel 2016 ha partecipato alle Olimpiadi di Rio de Janeiro, terminando al 5º posto con 275 kg nel totale. L'anno seguente ha vinto un'altra medaglia di bronzo ai Campionati asiatici di Aşgabat con 271 kg e qualche mese dopo, ha vinto la sua prima medaglia mondiale, ottenendo la medaglia d'argento ai Campionati mondiali di Anaheim con 270 kg, dietro al connazionale Thạch Kim Tuấn (279 kg).